# Kati Rickenbach
Kati Rickenbach (* 1980 in Basel) ist eine Schweizer Comiczeichnerin und Illustratorin sowie Mitherausgeberin des Comicmagazins Strapazin.

## Biografie
2001 begann Rickenbach ihr Illustrations-Studium an der Hochschule für Gestaltung und Kunst in Luzern, 2002 erschienen erste Comics im Eigenverlag. 2004 folgte ein Austausch mit der HAW Hamburg, seit 2005 lebt sie als selbständige Illustratorin und Comiczeichnerin.
Einem breiteren Publikum bekannt wurde sie 2006 durch ihre autobiografisch geprägte Comicserie „Zyri“ im Züritipp, als Vertretung von Mike van Audenhove. Auch in Deutschland wurde sie wahrgenommen: “Rickenbach hat einen entführt, in eine charmante Welt”.
2007 erschien das erste Buch Filmriss. Es erzählt von einer jungen Frau, die verkatert aufwacht und sich nicht mehr erinnert, was am Vorabend geschah. Nun galt sie als „Jungstar im Deutschschweizer Comicgeschäft“, ihre „witzigen Comics überzeugen mit ihrem Charme“. Ebenfalls 2007 widmete ihr das Comic-Festival Fumetto die erste Einzelausstellung.
Zwei Aufenthalte in Hamburg 2004 und 2009 bildeten die Grundlage für ihr wiederum autobiographisch geprägtes zweites Buch Jetzt kommt später (2011). Es erzählt vom Leben als Austauschstudentin, komplizierten Männerbekanntschaften, Brotjobs und dem Kampf um künstlerische Freiheiten als Comiczeichnerin. Rickenbach lebt in Zürich.
Rickenbach zeichnet Comics und Illustrationen z. B. für Schweizer Familie, Tages-Anzeiger oder die Stadtbibliothek Lenzburg, zudem in Comic-Magazinen wie z. B. Strapazin. Sie hält Vorträge und gibt Comics-Workshops an Schulen, sie tritt auch für Live-Zeichnen-Events auf.
Ihre Werke wurden ausgestellt u. a. in Lausanne, Oslo, Ravenna, Erlangen, Berlin, Zürich und Neu-Delhi.

## Stil
Rickenbach pflegt eine direkte Erzählweise und einen „lebendigen Strich, der schnell und flüchtig wirkt, in Wahrheit aber verblüffend sicher und ausgereift ist.“. Sie „erzählt in keinem Fenster Unnötiges. In klaren Linien und temporeichen Bildausschnitten entwirft sie Alltagsmomente“. „Es sind die vermeintlichen Banalitäten des Alltags, die Rickenbach sorgfältig herausfiltert und kongenial mit ihrem pointierten Humor anreichert. Ihr schwungvoller Strich betont die Leichtigkeit, mit der sie Geschichten erzählt“.

## Werke (Auswahl)
- Der Anfang und das Ende. Strapazin 83, Zürich 2006
- zyri. Kolumne, züritipp, Zürich 2006
- November 2007. My secret diary, Berlin 2007
- Filmriss. Edition Moderne, Zürich 2007
- Der Unfall. ORANG 7, Reprodukt 2008
- No water in O-block. In: When Kulbushan met Stöckli. Phantomville Books, New Delhi 2009
- La Vache Espagnol. Eisbär, Belgien 2010
- Rote Fabrik Geschichten. Kolumne, Rote Fabrik Zeitung, Zürich 2010
- Mit vollem Einsatz. Ein Comic zum Leben von Huldrych Zwingli. Theologischer Verlag Zürich, Zürich, 2011
- Jetzt kommt später. Edition Moderne, Zürich 2011
- Rabenmutter, Illustrationen zu Texten von Nathalie Sassine. Walde und Graf, Zürich 2011

## Ausstellungen (Auswahl)
- 2004 Echolot 2, Erotic Art Museum, Hamburg
- 2005 Werkschau, gelbes Haus, Luzern
- 2006 Neue deutsche Bilderzähler, Gruppenausstellung, Neapel, Erlangen
- 2007 FUMETTO Einzelausstellung
- 2007 Einzelausstellungen in Basel und Winterthur
- 2007 Bulles des femmes, Ausstellung, Lausanne
- 2008 FUMETTO Einzelausstellung, Luzern
- 2008 plusplus comics Ausstellung, NEUROTITAN Berlin
- 2008 Kreis 4, Gruppenausstellung, Galerie Baviera, Zürich
- 2008 1452 miles from home, Gruppenausstellung, New Delhi
- 2009 Erotik, Cartoonmuseum Basel
- 2009 STRAPAZIN Ausstellung, Strasbourg
- 2009 Einzelausstellung Fantoche Filmfestival Tagebuch, Baden
- 2009 Gruppenausstellung Europäische Autobiografische Comics, St. Petersburg
- 2010 Comicfestival Strasbulles, Strasbourg
- 2010 25 Jahre STRAPAZIN, Nanjing, China
- 2010 Kuration des Fantoche Livezeichnen im Kunsthaus Aarau/Festivalzentrum Baden
- 2011 SPX Comicsfestival Stockholm (mit Ulli Lust, Mai 2011)

## Auszeichnungen
- 2008 Pro Helvetia Atelier in New Delhi
- 2008 "Max und Moritz Preis" für beste studentische Publikation am Comicfestival Erlangen (mit Plusplus Comics)
- 2008 Werkbeitrag der Stadt Zürich
- 2009 Nomination für den Fanzine Preis am Internationalen Comicfestival Angoulême (mit Plusplus Comics)
- 2009 Comic Werkjahr der Stadt Zürich